# Безналичные расчёты
Безналичные расчеты — платежи, осуществляемые без использования наличных денег, посредством учётных операций на счетах в кредитных учреждениях, а также через различные формы зачётов взаимных требований.
Безналичные расчёты имеют большое экономическое значение в ускорении оборачиваемости средств, сокращении потребности в наличных деньгах, необходимых для обслуживания товарного оборота, снижении издержек обращения и учёта. Широкому применению безналичных расчётов способствует разветвлённая сеть банков, а также заинтересованность государства в их развитии, как по вышеотмеченной причине, так и с целью изучения и регулирования макроэкономических процессов.

## История развития
Различия в организации безналичных расчётов обусловлены историческим и экономическим развитием отдельных государств. Так, в Великобритании раньше, чем в других государствах, получили распространение безналичные расчёты векселями и чеками. С 1775 года здесь возникли расчётные, клиринговые палаты — специальные межбанковские организации, существенно упростившие и удешевившие массовые безналичные расчёты чеками и другим платёжным документам путём зачёта взаимных требований и тем самым минимизации операций непосредственно с деньгами. Коммерческие банки существенно снизили комиссию за инкассо чеков и векселей, выписанных на другой банк, если они были членами одной расчётной палаты. Все чеки, поступившие в расчётную палату, формируют систему встречных требований, которые могут взаимно погашаться. Идеальный вариант: инкассированный банком А чек с требованием оплаты в банке Б «оплачивается» инкассированным в банке Б чеком с требованием оплаты в банке А. Оба банка выплатили клиентам наличные из своей кассы, получили комиссионные за учёт «чужого» чека, но в дальнейшем непосредственно денежных расчётов между банками не требуется, что избавляет от рисков грабежей при транспортировке наличных денег, хотя эти риски были заложены в повышенную комиссию для «чужих». Более сложный вариант: инкассированный банком А чек с требованием оплаты в банке Б «оплачивается» инкассированным в банке Б чеком с требованием оплаты в банке В. В итоге деньги из банка В должны поступить напрямую в банк А, не заходя в банк Б (экономится одна промежуточная транзакция). Расчётная палата накаливает платёжные документы и через оговоренный промежуток времени (день, неделя, месяц) подводит их взаимозачёт, выставляя к оплате только конечное сальдо расчётов. В ряде государств функции расчётных палат выполняют центральные банки. Расчётные палаты существуют также при товарных и фондовых биржах для взаимного зачёта требований по заключённым сделкам, что значительно упрощает и ускоряет расчёты.
В США, Канаде, Великобритании, Франции, Италии широкое распространение получила система чековых расчётов. В ряде государств континентальной Европы (Австрии, Бельгии, Венгрии, Германии, Голландии, Франции, Италии, Швейцарии) преобладали расчёты, первоначально производившиеся через специальные жиробанки, а позднее - через коммерческие банки и сберегательные кассы. Сущность этих расчётов - в перечислении средств по особым счетам на основе платёжных поручений (жироприказов), то есть письменных распоряжений о передаче средств со счёта плательщика на счёт получателя.
Расчётные операции относятся к числу важнейших банковских операций. Они включают инкассовые, переводные и аккредитивные операции.
С развитием и совершенствованием автоматизации банковских операций с середины 1970-х годов постепенно стала распространяться система электронных платежей, где для передачи информации и распоряжений используются электронные сигналы без участия бумажных носителей. Это способствовало не только ускорению денежного оборота, но и расширило возможности при обслуживании клиентов, уменьшило издержки платёжных операций. В настоящее время электронные системы позволяют клиенту банка самостоятельно подключаться к банковскому серверу и осуществлять безналичные переводы.

## Безналичные платежи в Российской Федерации
Согласно Положению Банка России от 19 июня 2012 г. № 383-П «О правилах осуществления перевода денежных средств», перевод денежных средств осуществляется в рамках следующих форм безналичных расчётов:
- Расчёты платёжными поручениями;
- Расчёты платёжными требованиями;
- Расчёты по аккредитивам;
- Расчёты чеками;
- Расчёты по инкассо.

В соответствии с Федеральным законом от 27.06.2011 № 161-ФЗ (ред. от 23.07.2013) «О национальной платежной системе» электронные платежи с использованием электронных денег официально признаны одной из форм безналичных расчётов, они должны осуществляться только кредитными организациями по поручению клиентов (эмитент — кредитная организация, регулятор — Банк России). 
Безналичные платежи среди населения в 2010-х годах стали преобладать над наличными при повседневных расходах. Доля безналичных платежей в российской рознице в 2010 году — 2 %, в 2019 году — 65 %, в 2023 году — 83,4 %. Всего за два года (сопоставление 2013 и 2015 годов) россияне стали в три раза чаще расплачиваться безналичным способом за товары и услуги (5 % против 16 %), в два раза чаще за мобильную связь (17 % против 33 %), за интернет и коммерческое ТВ (15 % против 28 %), налоги и штрафы (8 % против 20 %), погашать кредиты (9 % против 17 %). В качестве главного барьера в использовании безналичных платежей россияне называли то обстоятельство, что не везде принимают к оплате карты или же принимают их от случая к случаю (44 %).
Безналичные платежи невыгодны Банку России, осуществляющему денежную эмиссию. Так, бывший заместитель председателя Банка России Константин Корищенко рассказал в 2020 году, что от продажи банкнот Банк России получает доход, равный 1 % ВВП России (стоимость изготовления купюры — всего несколько рублей, а её Банк России продает по номиналу коммерческим банкам). При этом расходы Банка России на эмиссию наличных денег растут несмотря на увеличение доли безналичных платежей. Согласно отчету Банка России, в 2018 году на организацию наличного обращения в 2017 году он потратил 9,7 млрд рублей, а в 2018 году — 15,6 млрд руб.